# سيرفيت باندور
سيرفيت باندور (بالتركية: Servet Pandur)‏، ممثلة تُركية ولدت في يوم 22 آذار 1970 في مدينة برغامة في تركيا، مثلت في عدة مسرحيات وأفلام ومسلسلات أشهرها مسلسل ما ذنب فاطمة جول؟ مع بيرين سات وانجين أكيوريك ولعبت دور كندة والدة مراد نملي.

## وصلات خارجية
- سيرفيت باندور على موقع IMDb (الإنجليزية)
- سيرفيت باندور على موقع ألو سيني (الفرنسية)
- سيرفيت باندور على موقع كينوبويسك (الروسية)